# 佳能 EOS 700D
佳能 EOS 700D入門級數碼單鏡反光相機，佳能 EOS 700D是佳能在2013年3月21日推出的一款設有內置閃光燈的自動對焦及自動曝光數位單眼相機，它在日本市場被稱作EOS Kiss X7i，在北美市場被稱作 EOS Rebel T5i，為佳能 EOS 650D的後續機種。